# Hicham Dmiai
Hicham Dmiai (ar. هشام الدميعي; ur. 11 stycznia 1971 w Marrakeszu) – marokański piłkarz grający na pozycji pomocnika. W swojej karierze rozegrał 7 meczów i strzelił 1 gola w reprezentacji Maroka.

## Kariera klubowa
W swojej karierze piłkarskiej Dmiai grał w latach 1988-2003 w klubie Kawkab Marrakesz.

## Kariera reprezentacyjna
W reprezentacji Maroka Dmiai zadebiutował 28 lipca 1991 w przegranym 0:2 meczu kwalifikacji do Pucharu Narodów Afryki 1992 z Wybrzeżem Kości Słoniowej, rozegranym w Abidżanie. W 1992 roku był w kadrze Maroka na Igrzyska Olimpijskie w Barcelonie. W tym samym roku powołano go do kadry na Puchar Narodów Afryki 1992. Na tym turnieju zagrał w jednym spotkaniu, grupowym z Zairem (1:1). Od 1991 do 1996 rozegrał w kadrze narodowej 7 meczów i strzelił 1 gola.